# ۱۰۲۲ (قمری)
۱۰۲۲ (قمری)، هزار و بیست و دومین سال در گاهشماری هجری قمری است. اول محرم این سال برابر با بیست و یکم فوریه سال ۱۶۱۳ میلادی است.